# Coronula
Coronula (Lamarck, 1802) è un genere di Crostacei Balanomorfi della famiglia Coronulidae.
Sono dei balani ectoparassiti commensali dei Cetacei Misticeti. In genere si attaccano alle callosità di questi animali, presenti sulla testa o sulle pinne pettorali.